# Athyrium strigillosum
Athyrium strigillosum är en majbräkenväxtart som först beskrevs av Thomas Moore och E.J. Lowe, och fick sitt nu gällande namn av Carl E. Salomon. Athyrium strigillosum ingår i släktet Athyrium och familjen Athyriaceae. Inga underarter finns listade.